# Diatenopteryx grazielae
Diatenopteryx grazielae là một loài thực vật có hoa trong họ Bồ hòn. Loài này được Vaz & Andreata mô tả khoa học đầu tiên năm 1981.